# NGC 5801
NGC 5801 est une galaxie spirale située dans la constellation de la Balance.Sa vitesse par rapport au fond diffus cosmologique est de 8 274 ± 28 km/s, ce qui correspond à une distance de Hubble de 122,0 ± 8,6 Mpc (∼398 millions d'al). NGC 5801 a été découverte par l'astronome américain Francis Leavenworth en 1885.